# Montafia
Montafia é uma comuna italiana da região do Piemonte, província de Asti, com cerca de 927 habitantes. Estende-se por uma área de 14 km², tendo uma densidade populacional de 66 hab/km². Faz fronteira com Buttigliera d'Asti, Capriglio, Cortazzone, Piea, Piovà Massaia, Roatto, San Paolo Solbrito, Viale, Villanova d'Asti.

## Demografia
| Variação demográfica do município entre 1861 e 2011                               |
|                                                                                   |
| Fonte: Istituto Nazionale di Statistica (ISTAT) - Elaboração gráfica da Wikipedia |